# Ovis canadensis sierrae
Il bighorn della Sierra Nevada (Ovis canadensis sierrae Grinnell, 1912) è una sottospecie di bighorn. I primi tassonomisti classificarono tutti i bighorn dell'area estesa dalla Columbia Britannica alla California meridionale in un'unica sottospecie, Ovis canadensis californiana. Analisi genetiche più recenti hanno invece dimostrato che gli unici esemplari di O. c. californiana siano quelli appartenenti ad una piccola popolazione diffusa nelle regioni meridionali e centrali della Sierra Nevada, da cui il nuovo nome Ovis canadensis sierrae.

## Biologia
Questi bighorn abitano le zone della Sierra Nevada situate lungo i confini orientali della California, nelle contee di Tuolumne, Mono, Fresno, Inyo e Tulare. Il loro habitat si estende sulle pendici orientali della catena montuosa, dai 1460 ai 4300 m. Vivono in aree aperte dove il terreno è roccioso, scarsamente alberato e caratterizzato da pendici scoscese e canyon. Wehausen ha fornito una dettagliata descrizione dei vari habitat che si incontrano nell'areale di questa sottospecie. I bighorn prediligono i terreni aperti, dove riescono ad individuare meglio i predatori, dai quali fuggono mettendosi al riparo sulle aspre pendici rocciose. Se possibile, evitano le foreste e le boscaglie troppo fitte.
D'estate quasi tutti i bighorn vivono ad altitudini di 3000-4300 m, in aree subalpine e alpine. In inverno, invece, lasciano le vette e le zone battute dai venti per dirigersi verso le pendici rivolte a sud, dove la neve si scioglie con più facilità, o migrare verso altitudini inferiori (1500 m), nelle steppe di artemisia, per evitare la neve troppo alta e trovare più foraggio.
I bighorn della Sierra Nevada sono gregari, ma le dimensioni e la composizione dei gruppi variano in base al sesso e alla stagione. Al di fuori della stagione degli amori maschi e femmine vivono in gruppi separati. Le seconde generalmente rimangono all'interno del gruppo in cui sono nate. I maschi che hanno superato i due anni rimangono distanti dalle femmine e dai maschi più giovani per la maggior parte dell'anno. Verso la fine dell'autunno e in inverno i gruppi si riuniscono e si concentrano nelle aree più favorevoli. Gli accoppiamenti avvengono nel tardo autunno, generalmente in novembre e dicembre. I piccoli nascono tra la fine di aprile e i primi di luglio tra pendici scoscese e riparate, al sicuro dai predatori; sulla Sierra Nevada la maggior parte di loro nasce in maggio e giugno. Le femmine con i piccoli spesso occupano i terreni più impervi, che forniscono una maggior quantità di ripari e rifugi. La speranza di vita dei bighorn della Sierra Nevada, sia nei maschi che nelle femmine, è di 8-12 anni.
I bighorn hanno abitudini prevalentemente diurne. Si cibano soprattutto di erba, ma talvolta mangiano anche piante legnose. La loro dieta, che varia a seconda della stagione e dell'habitat, comprende varie specie di graminacee e di piante erbacee. Ricavano i sali minerali necessari per lo sviluppo delle ossa e dei muscoli dai depositi di sale affioranti dal suolo.

## Conservazione
Il bighorn della Sierra Nevada è stato inserito tra le specie in pericolo il 3 gennaio 2000, in seguito ad una richiesta effettuata il 20 aprile 1999. Nel 1995 questa razza geneticamente distinta di bighorn contava in tutto circa 100 esemplari, distribuiti in cinque aree separate delle regioni meridionali e centrali della Sierra Nevada, ma già nel 1999 il loro numero era salito a 125. Da allora le condizioni necessarie alla sopravvivenza dell'animale sono divenute sempre più favorevoli, tanto che nel 2002 i bighorn della Sierra Nevada erano circa 250. Il significativo declino della popolazione, iniziato verso la fine degli anni '80, è stato associato alla tendenza di evitare in inverno le quote meno elevate, per paura dell'uomo; i bighorn, così facendo, rimanevano esposti ai rigori dei mesi freddi.
Il Dipartimento della Natura del Nevada ha stimato che nel 2004 vi fossero 1500 bighorn della California nelle regioni nord-occidentali dello Stato. Tuttavia questa popolazione sembra essere abbastanza distinta geneticamente da quella della Sierra Nevada, tanto che è stata classificata più propriamente tra i bighorn del deserto (O. c. nelsoni).